# برايان أ. جويس
برايان أ. جويس هو سياسي أمريكي، ولد في 5 سبتمبر 1962، وتوفي في 27 سبتمبر 2018 في Westport, Massachusetts ‏ في الولايات المتحدة. نشط حزبياً في الحزب الديمقراطي. وقد انتخب عضو مجلس ولاية ماساتشوستس ‏ عن دائرة Massachusetts Senate's Norfolk, Plymouth and Bristol district ‏.